# Glyvrar
Glyvrar [ˈgliːvɹaɹ] (dänischer Name: Glibre) ist ein Ort der Färöer auf der Insel Eysturoy.
- Einwohner: 407 (1. Januar 2007)
- Postleitzahl: FO-625
- Kommune: Runavíkar kommuna

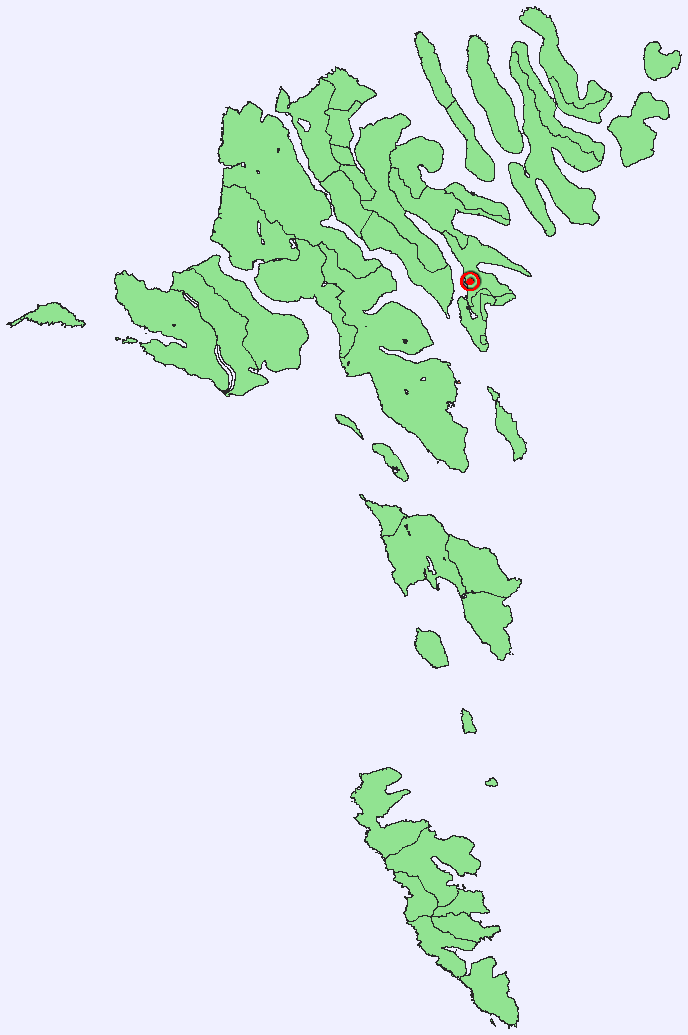

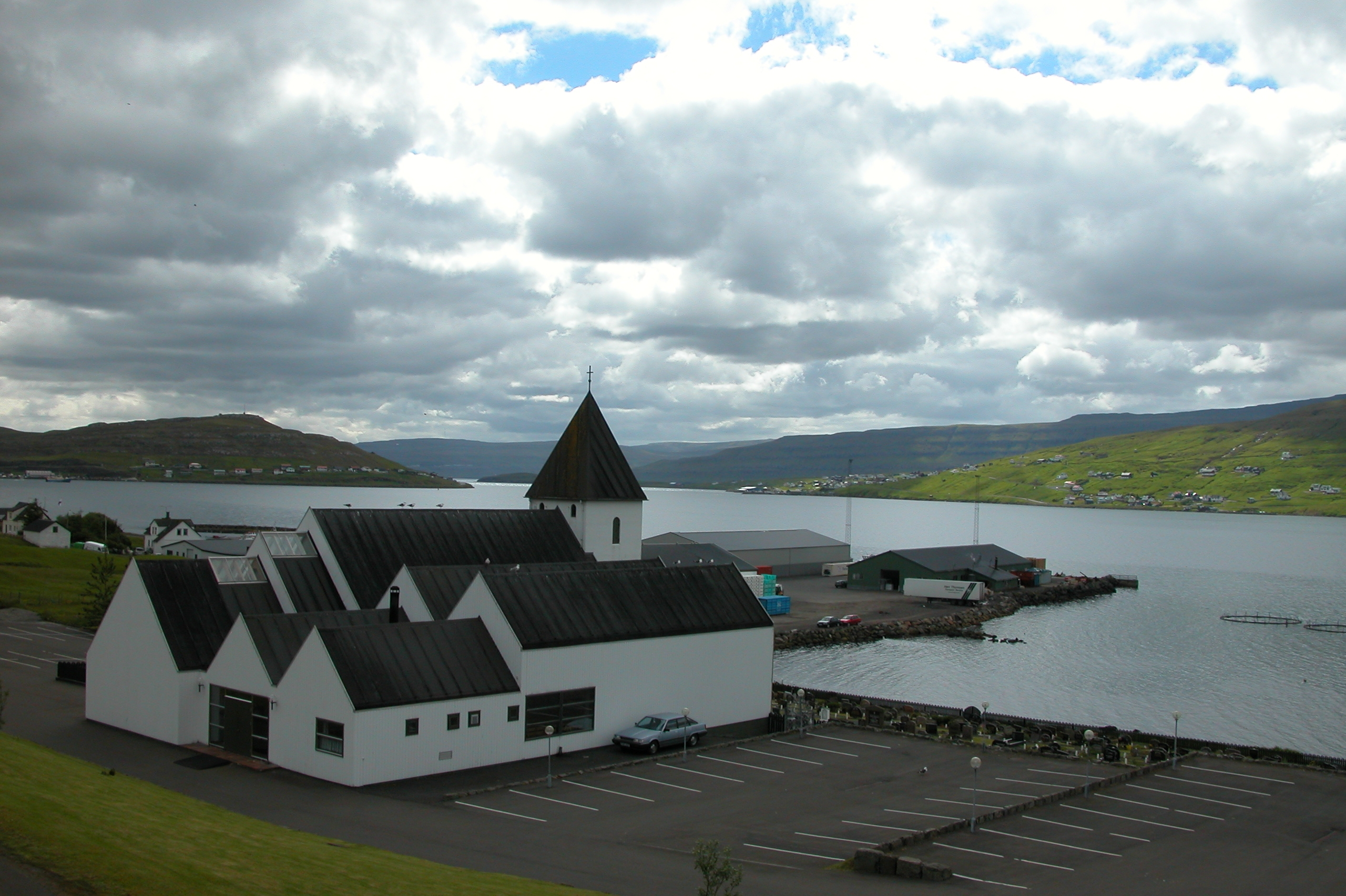
Die modernisierte Dorfkirche mit Blick über den Fjord.

Glyvrar liegt im zusammenhängenden Siedlungsraum um Runavík am Skálafjørður, dem längsten Fjord der Färöer.
Größter Arbeitgeber vor Ort ist die Fischfabrik Bakkafrost, die von Hans Jacobsen gegründet wurde.
Die Dorfkirche stammt von 1927 und wurde 1981 ausgebaut. Daneben gibt es das sehenswerte Dorfmuseum Bygdasavnið Forni.